# Особняк Лищинской
Особняк Лищинской (также Особняк Жомини, Дом, в котором в 1897 году проживала Леся Украинка — особняк барона Александра Генриховича Жомини в Ялте постройки 1880 годов, расположенный по адресу Ялта, ул. Екатерининская, 8. В особняке находится Мемориальный музей Леси Украинки. Памятник градостроительства и архитектуры регионального значения.

## История
Когда дипломат и действительный тайный советник барон А. Г. Жомини приобрёл участок в Ялте, на новой в ту пору Екатерининской улице, площадью 550 квадратных саженей, пока не установлено, известно, что весной 1883 года он стоял не застроенным (на улице вообще было всего семь домов). В тот год Александр Генрихович поручил известному архитектору П. К. Теребенёву разработать проект дома, который был представлен в городскую управу в декабре того же, 1883 года. Часто приезжая с весны 1884 года в Крым, для контроля за ходом дел на стройке, Жомини гостил в имении графа Д. А. Милютина, из дневников которого известно, что уже тогда барон намеревался со временем окончательно поселиться в Ялте. Одной из причин переезда могло быть назначение Жомини статс-секретарём императора Александра III, что обязывало его бывать в Ливадии. Существует и другая версия строительства дома: душеприказчицей барона в годы строительства особняка была, Евдокия Филимоновна Дементьева (в замужестве Лищинская), тогда довольно молодая женщина (1860 года рождения), дочь не очень богатого купца II гильдии, которая к этому времени (не позднее 1882 года) построила рядом с участком Жомини дом, в котором номера сдавались отдыхающим. Как оказалось, Александр Жомини и Евдокия Дементьева были любовниками и имели совместную дочь.

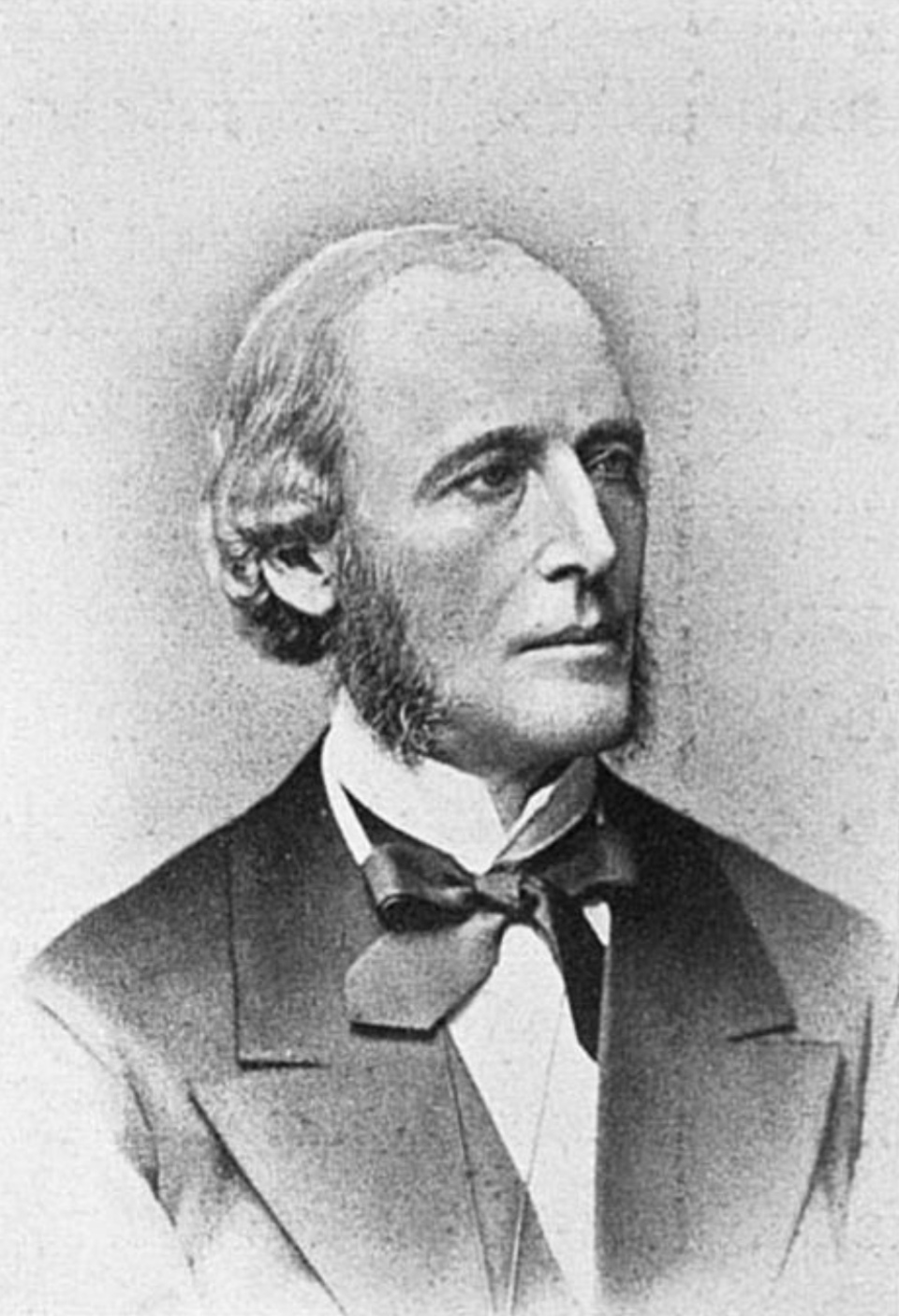
Жомини, Александр Генрихович (1814 — 1888).
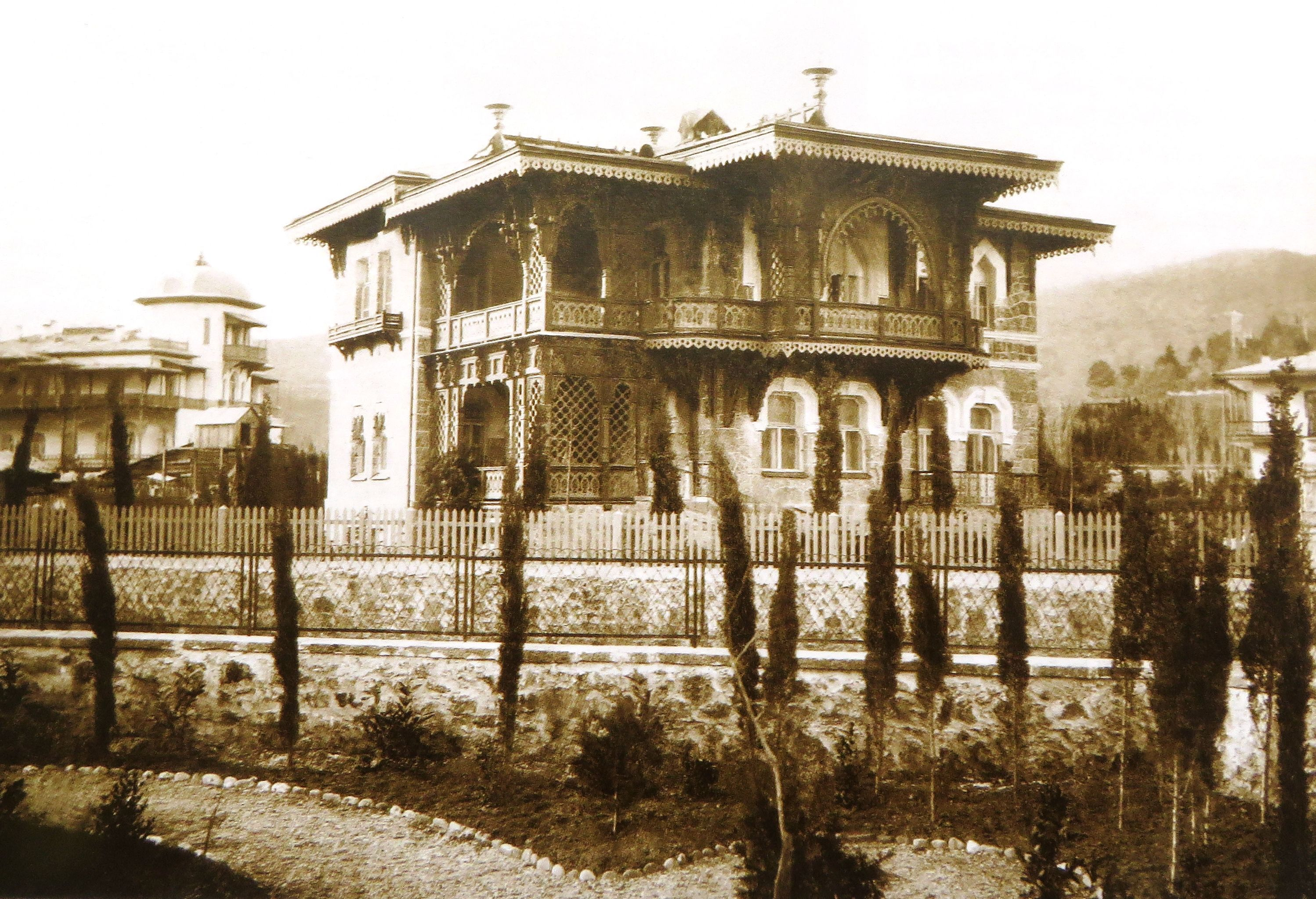
Особняк Лищинской, около 1890 г.
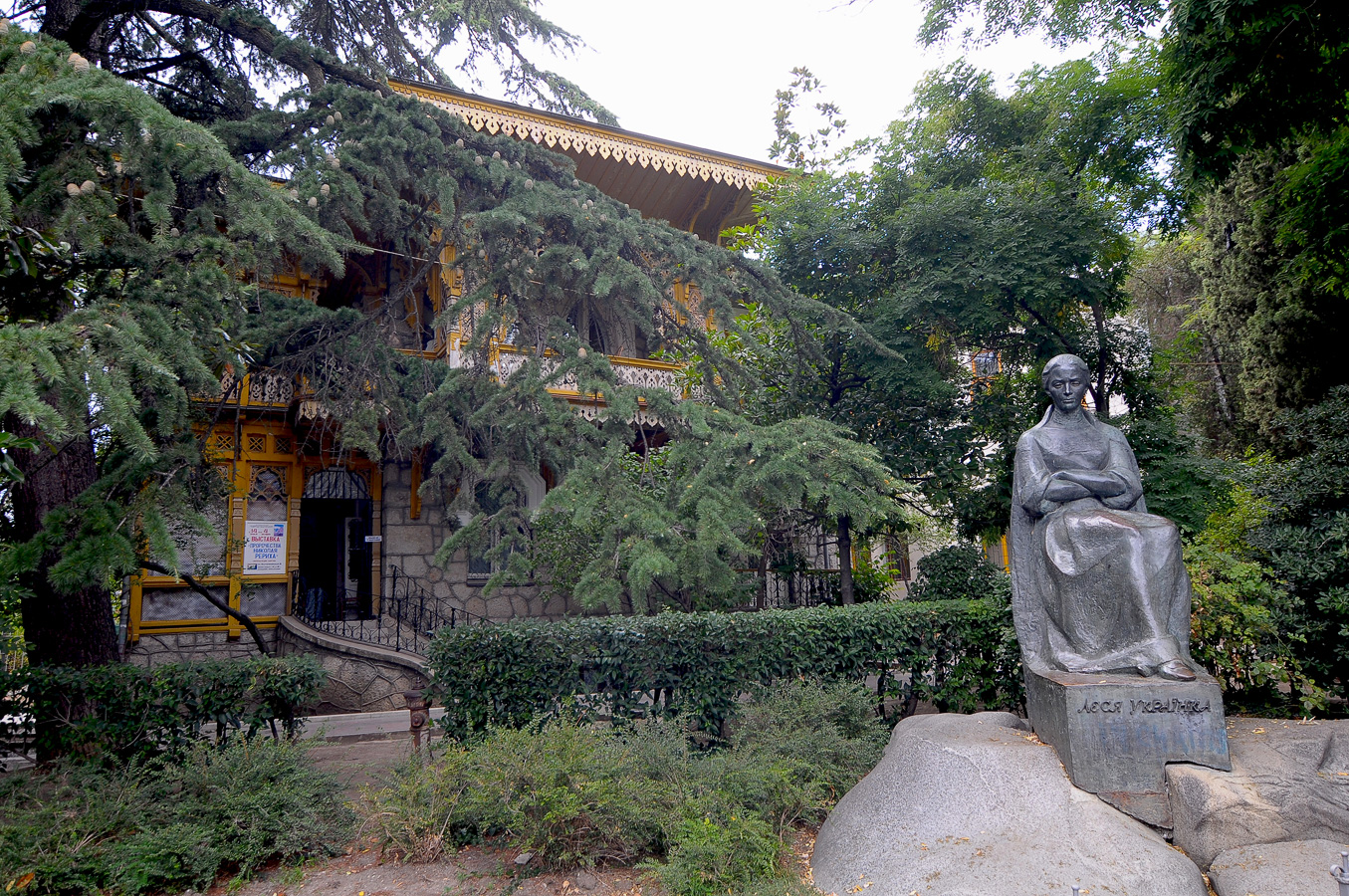
Современный вид фасада и памятник Лесе Украинке

К 1886 году двухэтажный дом из диоритового бута в стиле «крымского романтизма» был завершён. Стены левой части здания сложены лицевой кладкой в мозаичной технике, правые фасады — оштукатурены. Отдельный вход с лестницей, ведущей на деревянную веранду с резными перилами и столбами, расположен с левой стороны фасада, резные деревянные балконы украшают второй этаж, входы располагаются в эркере. Также в усадьбе имелись флигель и прачечная, перед домом были два бассейна, территория была огорожена: вначале деревянным забором, позже кованой оградой в виде ряда узких арок на каменном основании. Въезд был оформлен двумя четырёхугольными каменными столбами с цветочными вазонами наверху.
Летом 1886 года Жомини продаёт дом Евдокии Филимоновне: то ли это означало разрыв отношений, то ли завуалированный подарок любимой женщине и дочери — неизвестно. В 1888 году Александр Генрихович Жомини умер в Петербурге, а вскоре Евдокия Филимоновна вышла замуж и стала Лищинской. В дальнейшем комнаты в особняке сдавались внаём: в 1897 году здесь около двух месяцев жила украинская поэтесса Леся Украинка. 
В письмах она так описала своё жильё:
«Сегодня я писала папе о своем новом доме: здесь же, только на втором этаже. Зимой здесь люди au rez-de-chaussée [на нижнем этаже] не живут и правы, потому что здесь садики зеленые всю зиму и потому в нижних этажах всегда тень, что летом очень хорошо, но зимой разводит влажность. При помощи небольшой «военной хитрости» с моей стороны моя хозяйка отдала мне и этот дом за 15 p., хотя я сама вижу, что согласно здешним обычаям он стоит 20 р. В нем два окна – одно на восток, второе на запад, с двойными, но не заклеенными рамами (если кто хочет, то упаковывается и здесь, но, по-моему, это без надобности), кровать на пружинах, кушетка, большое кресло (и не продрано!), два стола, шкаф, комод, умывальник, «такой, как на вокзале», и ширма».
В 1901 году, по проекту архитектора Н. Г. Тарасова, к зданию было пристроено второе крыло в стиле модерн, предназначавшееся для сдачи внаём. Два дома, построенные в разных стилях и из разных материалов, удачно объединены общей парадной лестницей, перекрытой аркой. По данным 1913 года в доме было 11 комнат площадью 272 м² и он приносил в год 868 рублей, а всё имение оценивалось в 74000 золотых рублей.
Снижение потока отдыхающих в годы Первой мировой войны сказалось на материальном состоянии Лищинской: один из двух домов был заложен в Харьковский Земельный банк и в 1915 году выставлен на продажу — в 1916 году его купил варшавский мещанин М. В. Франке. Евдокия Филимоновна с мужем жили в бывшем особняке Жомини, где Лищинская и скончалась в августе 1917 года от гангренозного воспаления лёгких. В годы Первой мировой войны совсем молодыми погибли оба внука Лищинской, её дочь была убита во время одного из концертов, с которыми она ездила по фронтам. В живых осталась только внучка Татьяна Фогельбаум, 1903 года рождения, выехавшая впоследствии за границу.

## После революции
16 декабря 1920 года приказом председателя Революционного комитета Крыма были изъяты «из частного владения как разных ведомств, так и частных лиц все имения Южного берега Крыма в районе от Судака до Севастополя включительно». Дом Жомини в 1920-е годы вначале занимал бывший ялтинский купец Ю. Б. Майкопар, а затем его передали Месткуртресту, превратив особняк в дом с коммунальными квартирами. Только 23 декабря 1977 года в четырёх комнатах второго этажа был открыт отдел Ялтинского краеведческого музея «Прогрессивная русская и украинская культуры и литература дореволюционного периода». За коммунальный период отделка интерьеров особняка была полностью утрачена, был разрушен один из деревянных балконов. В 1978 году обвалился потолок вестибюля, в 1979—1991 году музей был закрыт, но 13 семей продолжали проживать в здании. В 1991 году был произведен капитальный ремонт здания, после чего особняк полностью был передан в ведение Ялтинского историко-литературного музея. 10 сентября 1993 года в здании был открыт Мемориальный музей Леси Украинки